# 杜圖瓦彗星
杜圖瓦彗星（66P/du Toit）是一顆週期彗星，目前的軌道周期為14.78年。
1944年5月16日，南非博伊登天文台（Boyden Observatory）的丹尼爾·杜·圖瓦（Daniel du Toit）發現杜圖瓦彗星，他估計亮度為10等。杜圖瓦彗星的下一次回歸日期預計是1959年4月10日，但未能被天文學家發現。
1974年的回歸幾乎是偶然發現的，近日點日期為1974年4月1日，杜圖瓦彗星亮度為18-19等。1989年的回歸再次被錯過。2003年，杜圖瓦彗星的近日點為2003年8月27日，亮度為20等。
2018年5月19日，杜圖瓦彗星到達近日點，視星等約為12等。

## 外部連結
- 杜圖瓦彗星 at the JPL Small-Body Database
  - Close approach · Discovery · Ephemeris · Orbit diagram · Orbital elements · Physical parameters

| 週期彗星            | 週期彗星   | 週期彗星                           |
| ------------------- | ---------- | ---------------------------------- |
| 前一顆彗星 岡恩彗星 | 杜圖瓦彗星 | 後一顆彗星 丘留莫夫-格拉西緬科彗星 |
| 週期彗星列表        |            |                                    |